# Lžíce

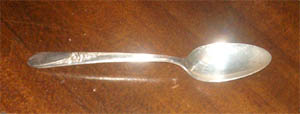
Stříbrná lžíce

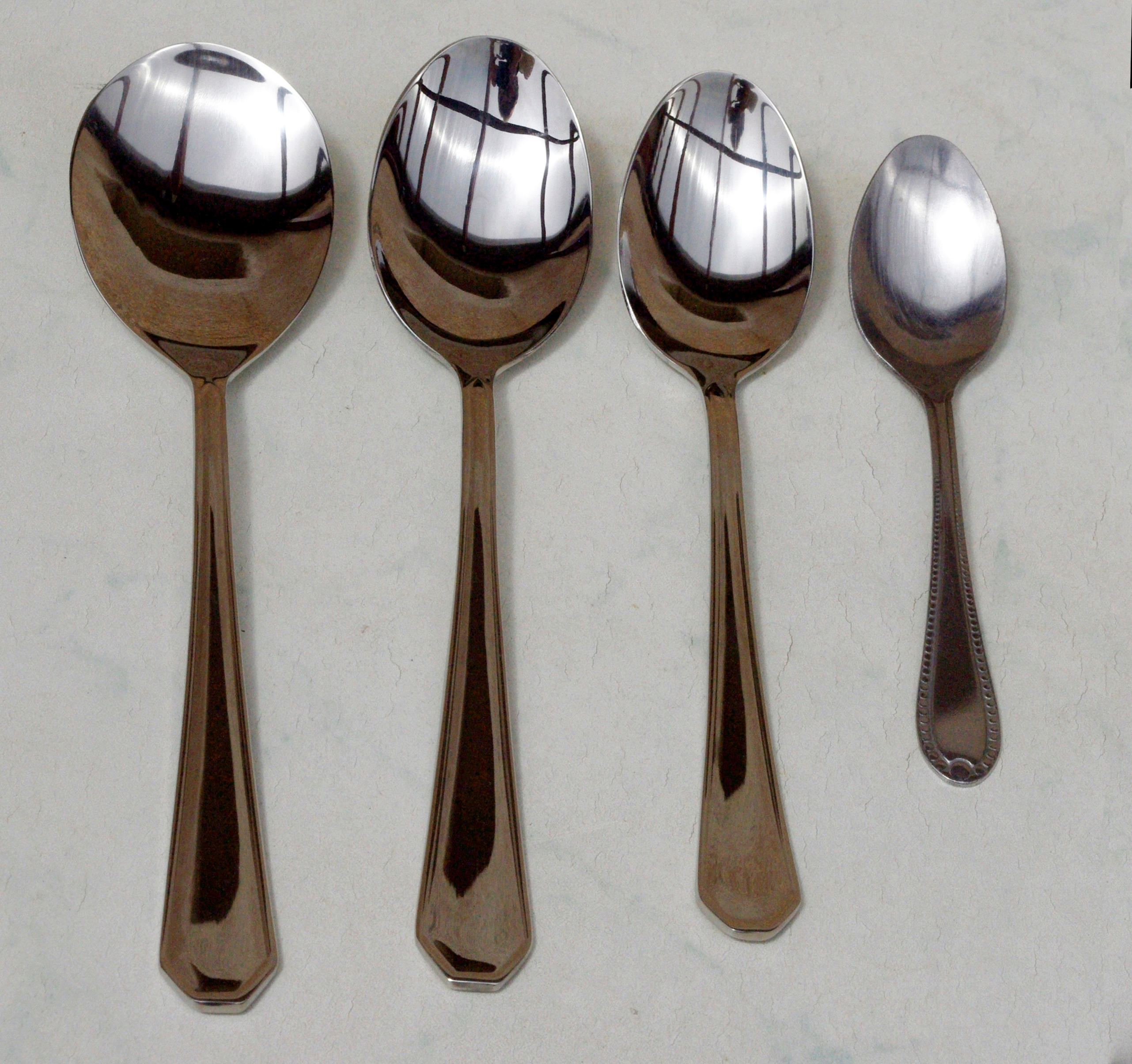
Různé lžíce

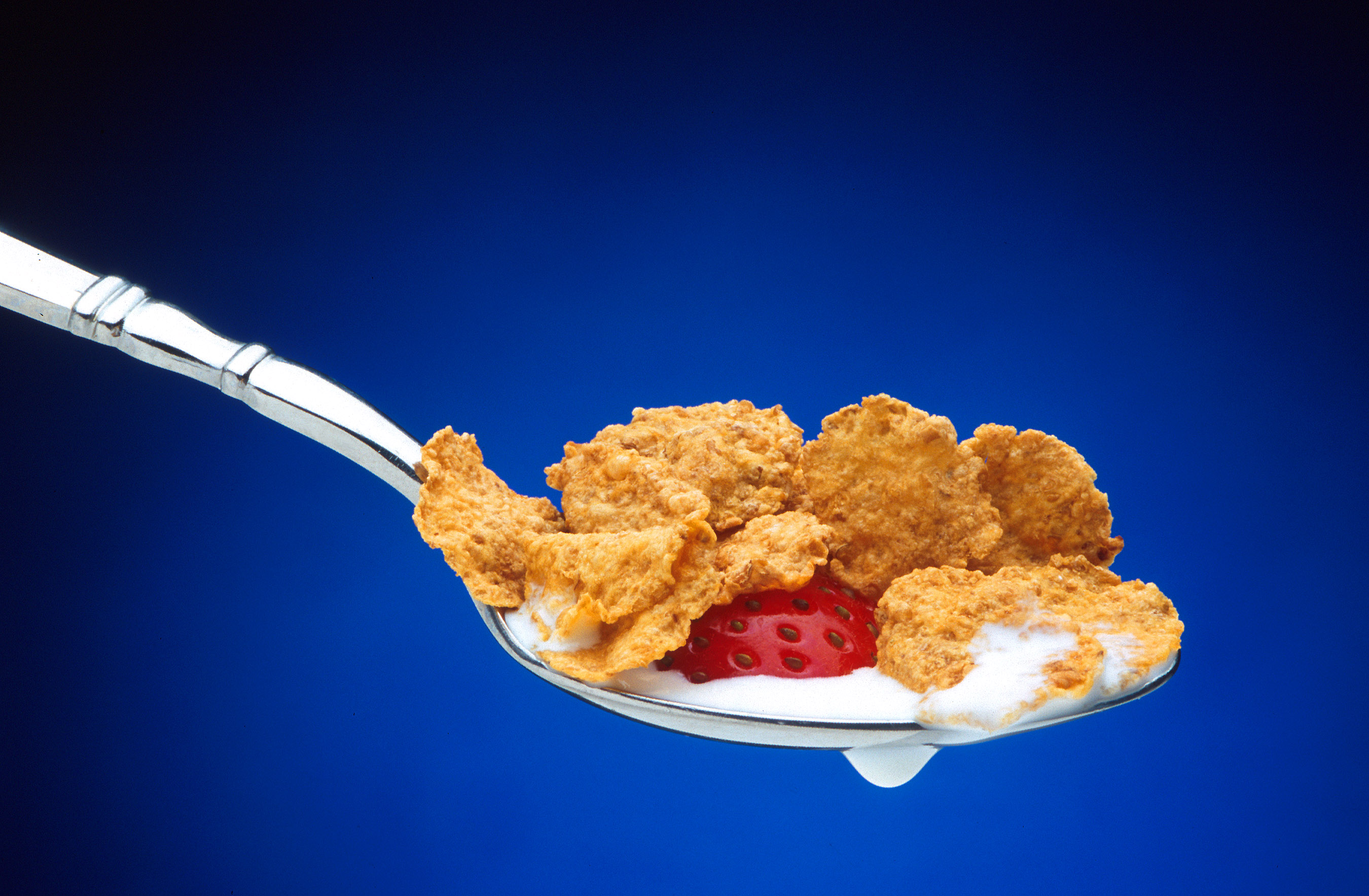
Lžíce s nabranou potravou

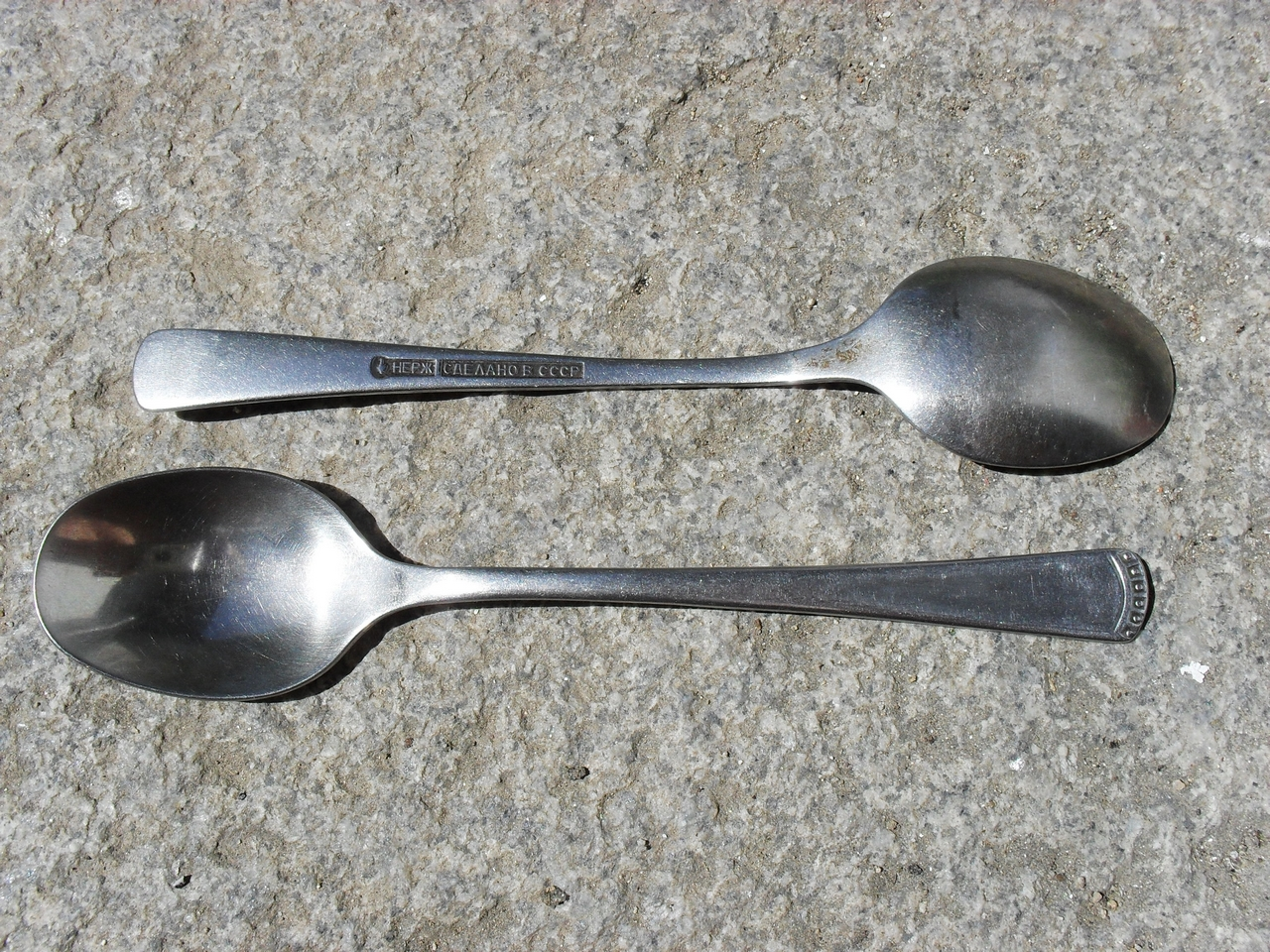
Lžíce ze Sovětského svazu

Lžíce je nástroj sloužící k nabírání potravy z jídelní nádoby a jejímu podávání do úst. Je to také víceúčelová pomůcka v kuchyni.
Nazývá se tak i pracovní část stavebního či důlního stroje (bagr, rypadlo), výraz se používá i ve stavebnictví pro nástroj zvaný zednická lžíce, tento název nese i pomůcka při obouvání.

## Jídelní a kuchyňské lžíce
Lžíce je známa od starověku. Antická lžíce měla oblý téměř kruhový tvar listu a rovnou úzkou rukojeť. Současný tvar jídelní a kuchyňské lžíce je mělká oválná miska (list), dřík je plochý a rozšiřuje se v rukojeť. Tvar misky (list) i rukojeti se mění v různých dobách měnil. Rukojeť bývá často zdobena.

### Materiál
v minulosti hojně používané dřevo, později cín, stříbro či (v nejvyšších vrstvách společnosti) zlato. Od poloviny 19. století převládly obecné kovy, poniklované železo, slitiny jako (alpaka, od poloviny 20. století také hliník, v druhé polovině 20. století i plast, současně se rozšířilo i používání nerezové oceli; tyto tři materiály jsou v současnosti nejpoužívanější.
Jídelní lžíce se používají buď samostatně, nebo mohou být součástí jídelního příboru.

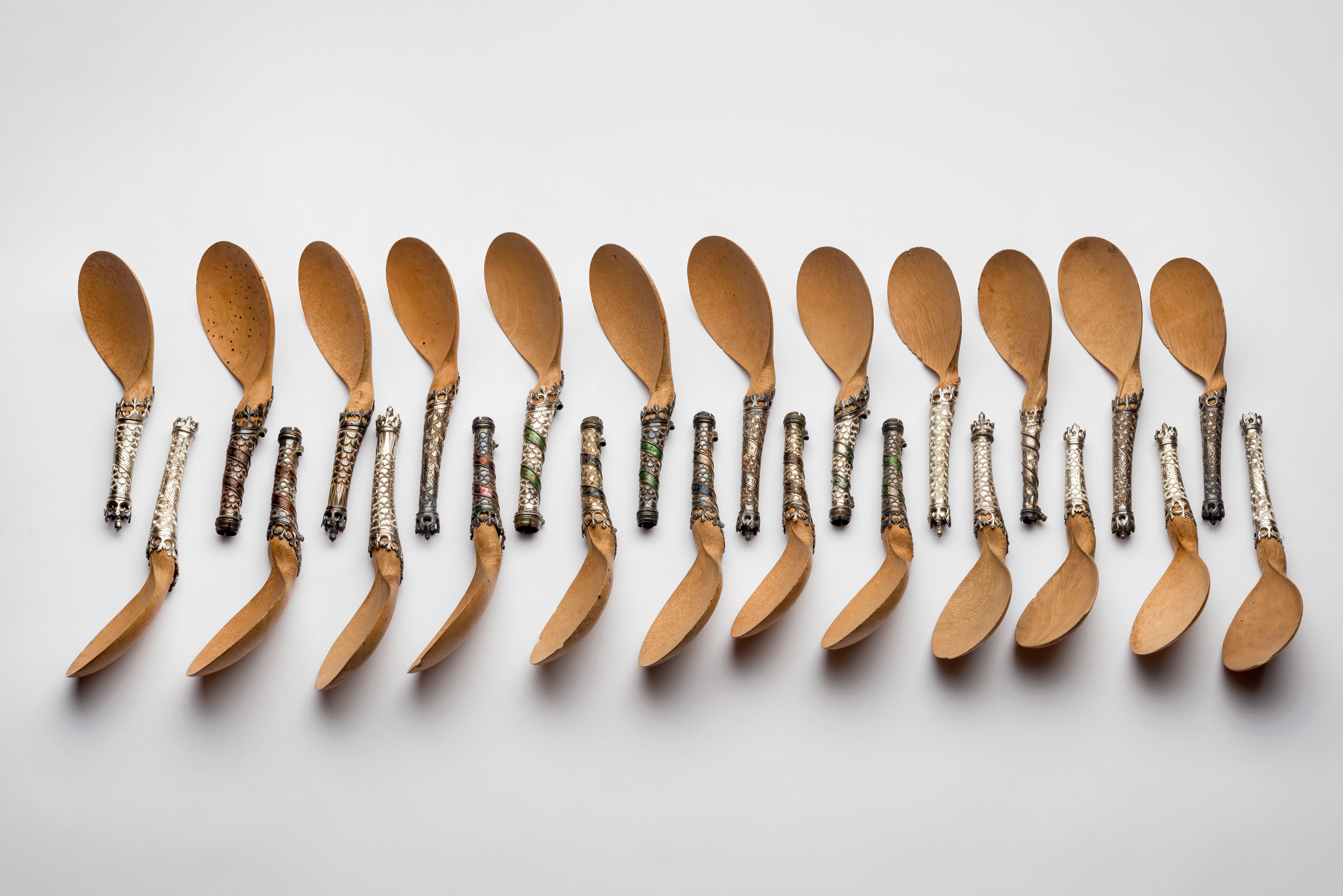
Soubor dřevěných lžic ze sbírky Muzea východních Čech v Hradci Králové

### Typy, tvary avelikosti
- Polévková lžíce, někdy též jenom „lžíce“, objem 15–17 mililitrů (podle velikosti)[zdroj⁠?!] – osobní, slouží ke konzumaci polévek a kašovité stravy jednomu strávníkovi (maximální množství kapaliny, které pojme polévková lžíce je okolo 7 mililitrů)[zdroj⁠?!]
- Dětská  lžíce – zmenšená lžíce polévková, má kulatý list, aby se dítě nezranilo
- Podávací (servírovací) lžíce – na míse, společná pro více stolovníků
- Čajová lžička, někdy též jenom „lžička“, objem 5–7 mililitrů (podle velikosti) – používá se na míchání a ochutnávání čaje nebo jiných horkých nápojů, eventuálně i ke konzumaci dezertů (i když u některých dezertů někdy je vhodnější použít speciální vidličku).
- Kávová lžička – používá se na míchání a ochutnávání kávy
- Mocca lžička – drobná lžička o objemu cca 3 mililitrů používaná při podávání mocca kávy v malých šálcích
- Dezertní lžička – používá se ke konzumaci dortů i jiných dezertů, nemá typický pravidelný oválný nebo vejčitý tvar, ale je na jedné straně rovná, aby jí bylo možno odkrajovat jednotlivá sousta
- Zmrzlinová lžička – plochá, téměř čtvercová
- Salátová lžíce – dříve s listem z kosti (slonoviny) nebo dřeva, nyní plastová, zásadně ne kovová, aby povrch nereagoval na ocet či citronovou šťávu
- Sypací lžíce – s otvory v listu, používá se k sypání cukru na moučníky

Používání lžíce během konzumace jídla umožňuje hygienickou konzumaci tekuté, kašovité či měkké potravy. V případě, že je konzumovaná potrava příliš horká, je možné na lžíci nabrané sousto před spolknutím ochladit foukáním. Časté je též její použití k míchání horkých nápojů či polévek, aby se tím dosáhlo jejich promíchání nebo rychlejšího ochlazení. Lžíci lze při vaření použít i k míchání, kde nahrazuje ve funkci vařečku.

## Měrná jednotka
Tyto lžíce se též používají při přípravě stravy jako odměrka, neboť v mnoha kuchařských receptech bývá uvedeno množství surovin ve lžících (například: Přidáme do hrnce dvě polévkové lžíce mléka, Přidáme čajovou lžičku soli...)
Polévkovou lžíci lze použít nouzově jako odměrku i při absenci kuchyňské váhy – vrchovatá lžíce (tj. lžíce "s čepicí") představuje cca 25 g sypkého materiálu (mouky, cukru ap.)

## Ostatní lžíce
- zednická lžíce – zednický nástroj sloužící k míchání a nanášení malty na zeď
- Obuvnická lžíce – lžíce slouží pro snadnější obouvání bot
- strojní lžíce – lžíce u bagru či jiného rypadla, s jejíž pomocí se nabírá a přenáší zemina